# ماکان سامابالی
ماکان سامابالی (انگلیسی: Makan Samabaly؛ زادهٔ ۱۱ ژوئن ۱۹۹۵) بازیکن فوتبال اهل مالی است.
وی همچنین در تیم ملی فوتبال مالی بازی کرده است.